# Hochrangige Konsensgruppe Fachkräftebedarf und Zuwanderung
Die unabhängige und parteiübergreifende Hochrangige Konsensgruppe Fachkräftebedarf und Zuwanderung wurde im April 2011 unter dem Vorsitz von Peter Struck und Armin Laschet von einem Konsortium großer deutscher Stiftungen gegründet und im November 2011 beendet.
Sie war eine Initiative der Stiftung Mercator, Freudenberg Stiftung, Körber-Stiftung und Vodafone Stiftung Deutschland. Die Robert Bosch Stiftung unterstützte die Konsensgruppe mit begleitenden Studien.
Diese Konsensgruppe hatte die Aufgabe, politisch mehrheitsfähige Vorschläge für eine zukunftsorientierte und strategische Steuerung von Einwanderung nach Deutschland auszuarbeiten. Ziel war die Wohlstandssicherung durch geregelte Zuwanderung. Die Konsensgruppe war parteiübergreifend zusammengesetzt. Im Mai 2011 sollte sie das erste Mal zusammentreten; im Herbst 2011 sollte sie dem Parlament Vorschläge unterbreiten.
Zu den Beweggründen der Gründung zählte die Überlegung, es sei bereits absehbar, dass der bestehende Fachkräftebedarf aufgrund struktureller Entwicklungen, wie des demografischen Wandels und der zunehmenden Bedeutung wissensintensiver Berufe, weiter steigen werde. Um die Fachkräftebasis nachhaltig zu sichern, müsse vorrangig das inländische Erwerbspersonenpotenzial verstärkt mobilisiert werden, zum Beispiel durch bessere Qualifizierung von Arbeitslosen, Steigerung der Erwerbsbeteiligung von Frauen und von Menschen über 55 Jahren sowie Reduzierung der Schul-, Ausbildungs- und Studiumsabbrecherquoten. Mit dem inländischen Erwerbspersonenpotenzial allein würde die Fachkräftelücke jedoch nicht zu schließen sein.
Die Konsensgruppe machte Vorschläge, wie das inländische Erwerbspersonenpotenzial genutzt werden könne und wie Zuwanderung aus der Europäischen Union und Drittstaaten gezielt zur Deckung des Fachkräftebedarfs beitragen könne.
Am 30. November 2011 stellte die Gruppe ihren Abschlussbericht vor. Die Gruppe empfahl darin ein Kriteriensystem für gesteuerte Zuwanderung sowie bessere Bildungs- und Erwerbschancen für Menschen, die in Deutschland leben.

## Vorsitz und Mitglieder
Die Mitglieder der Konsensgruppe waren Personen, die vormals in zentralen Positionen Verantwortung für die Bundesrepublik Deutschland übernommen hatten. Sie sollten unabhängig von parteipolitischen Vorgaben mehrheitsfähige Lösungen erarbeiten.
Vorsitzende
- Peter Struck (SPD)
- Armin Laschet (CDU)

Mitglieder
- Herta Däubler-Gmelin (SPD)
- Arndt Kirchhoff  (BDI/BDA)
- Julia Klöckner (CDU)
- Andreas Pinkwart (FDP)
- Irmingard Schewe-Gerigk (Bündnis 90/Die Grünen)
- Rudolf Seiters (CDU)
- Ludwig Stiegler (SPD)
- Rita Süssmuth (CDU)
- Michael Vassiliadis (IG BCE)
- Theo Waigel (CSU)
- Monika Wulf-Mathies (SPD)

## Weblink
- Seite der Konsensgruppe